# كينيث مولر بيدرسن
كينيث مولر بيدرسن (بالدنماركية: Kenneth Møller Pedersen)‏ (18 أبريل 1973 في الدنمارك - ) هو لاعب كرة قدم دانمركي في مركز الوسط. لعب مع نادي أودنسه ونادي إيسبيرغ ونادي راندرس ونادي ميتييلاند ونادي إيكست ‏ وFC Fredericia ‏ وبولدكلوبن 1909 ‏.

## وصلات خارجية
- كينيث مولر بيدرسن على موقع قاعدة بيانات كرة القدم.إي يو (الإنجليزية)
- كينيث مولر بيدرسن على موقع Soccerway.com (الإنجليزية)
- كينيث مولر بيدرسن على موقع عالم كرة القدم.نت (الإنجليزية)